# Сеса Чиленто
Сѐса Чилѐнто (на италиански: Sessa Cilento) е село и община в Южна Италия, провинция Салерно, регион Кампания. Разположено е на 550 m надморска височина. Населението на общината е 1381 души (към 2010 г.).